# Shirali Muslimov
Pour les articles homonymes, voir Muslimov.
Shirali Farzali Muslimov (azéri : Şirəli Fərzəli oğlu Müslümov [ ʃiɾæˈli mysˈlymov] ; russe : Ширали Фарзали оглы Муслимов), soi-disant né le 26 mars 1805 et mort le 2 septembre 1973, est un berger et paysan azerbaïdjanais talyche du village de Barzavu (en), dans la région de Lerik. Il a revendiqué le statut du plus âgé être humain à avoir vécu, affirmant avoir 168 ans le jour de sa mort, soit 46 ans de plus que l'actuelle détentrice du statut, la française Jeanne Calment, morte à 122 ans.

## Historique
L'histoire de Muslimov a été mise en lumière en 1973 par National Geographic, puis a été reprise l'année suivante par le Livre Guinness des records.
La seule preuve des dires de Muslimov est son passeport officiel, sur lequel est inscrite sa date de naissance[réf. nécessaire].